# ملعب فيريتاس
ملعب فيريتاس هو ملعب كرة قدم يقع في توركو، فنلندا، يتسع لجلوس 9,372 متفرج. تم افتتاحه في 1952. تم تجديده في 2003. يعتبر الملعب البيتي لنادي إنتر توركو الذي يلعب في الدوري الفنلندي الممتاز.

## أهم الأحداث التي استضافها
- كرة القدم في الألعاب الأولمبية الصيفية 1952